# Amy Schumer
Amy Beth Schumer (* 1. června 1981, Manhattan, New York, Spojené státy americké) je americká stand-up komička, scenáristka, producentka a herečka. Umístila se na čtvrtém místě v soutěži stanice NBC Last Comic Standing a na druhém místě v soutěži stanice Comedy Central Reality Bites Back. V roce 2012 získala vedlejší roli v seriálu Delocated a zahrála si v komediálním pořadu Amyino plodné lůno, který měl premiéru 30. dubna 2013. V roce 2015 napsala scénář a zahrála si hlavní roli ve filmu Vykolejená, za který získala nominace na ceny Writers Guild of America Award a Zlatý glóbus.

## Životopis
Narodila se na Manhattanu v New Yorku. Je dcerou Sandry (rozené Jones) a Gordona Schumera, který vlastní firmu s dětským nábytkem. Její mladší sestra Kimberly je scenáristka a producentka. Její bratr Jason Stein je muzikant v Chicagu. Bratranec jejího otce je Charles Schumer, americký senátor.
Její otec je Žid a matka pochází z protestantské rodiny. Má anglické, německé, skotské a velšské předky. Byla vychována jako židovka .
Vyrostla ve velmi bohaté rodině na Manhattanu a Long Islandu. Její rodina zbankrotovala, když jí bylo devět let a jejímu otci diagnostikovali roztroušenou sklerózou. Její rodiče se rozvedli o tři roky později. Navštěvovala South Side High School v Rockville Center v New Yorku a byla jmenována „třídním klaunem" a „noční můrou učitelů". Po odmaturování v roce 1999 nastoupila na Towson University, kde v roce 2003 získala titul. Přestěhovala se do New Yorku, kde dva roky studovala ve William Esper Studio, zatímco pracovala jako servírka a barmanka.

## Kariéra
V roce 1992 se objevila v hudebním dramatu Newsies, kde ji přestrojili za chlapce. Mladou ženu, které byla diagnostikována rakovina prsu, si zahrála v divadelní hře Keeping Abreast. Se stand-up komedií začala 1. června 2004, kdy poprvé vystoupila v Gotham Comedy Club. Nahrála epizodu pro Comedy Central Live at Gotham, předtím než se zúčastnila soutěže Last Comic Standing, kde se dostala do finálových kol páté série a umístila se na čtvrtém místě. V roce 2008 se také objevila v soutěži Reality Bites Black.
Získala vedlejší roli v pozdní show stanice Fox s názvem Red Eye with Greg Gutfeld. V roce 2011 si zahrála v epizodě WTF with Marc Maron.
Objevila se v seriálech Studio 30 Rock, Girls a Larry, kroť se. V roce 2012 si zahrála ve třech filmech, v nezávislé komedii Cena peněz a v komediích Hledám přítele pro konec světa a Sleepwalk with me. Dne 30. dubna 2013 měla premiéru její show Amyino plodné lůno.
V červenci 2015 bude mít premiéru film, pro který napsala scénář a sama si v něm zahrála, Vykolejená.
Dne 11. dubna 2015 moderovala předávání cen MTV Movie Awards. V roce 2015 napsala scénář a zahrála si hlavní roli ve filmu Vykolejená, za který získala nominace na ceny Writers Guild of America Award a Zlatý glóbus. V říjnu 2015 měl premiéru její speciál Amy Schumer: Živě z divadla Apollo. Získal tři nominace na cenu Primetime Emmy.
V roce 2016 vydala knihu The Girl with the Lower Back Tattoo a kniha se dva týdny držela na prvním místě seznamu bestsellerů magazínu The New York Times. Poprvé si zahrála na Broadwayi v komediální hře Steva Martina Meteor Shower. V roce 2018 bude mít premiéru film Jsem božská, ve kterém si zahrála hlavní roli.

## Osobní život
Chodila s profesionálním wrestlerem Dolphem Zigglerem. Také byla ve vztahu s Anthonym Jeselnikem. V lednu 2016 oznámila, že chodí s designérem nabytku Benem Hanischem. V květnu 2017 se dvojice však rozešla.
Dne 13. února 2018 se v Malibu v Kalifornii provdala za šéfkuchaře Chrise Fischera.

## Filmografie
| Rok  | Název                          | Role            | Poznámky         |
| ---- | ------------------------------ | --------------- | ---------------- |
| 2006 | Sense Memory                   |                 | krátký film      |
| 2012 | Sleepwalk with me              | Amy             | nekreditována    |
| 2012 | Cena peněz                     | Lila            |                  |
| 2012 | Hledám přítele pro konec světa | Lacey/Žena č. 1 |                  |
| 2015 | Vykolejená                     | Amy Townsend    | také scenáristka |
| 2017 | Thank You for Your Service     | Amanda Doster   |                  |
| 2017 | Dámská jízda                   | Emily Middleton |                  |
| 2018 | Jsem božská                    | Renee Barrett   |                  |
| 2023 | Trollové 3                     | Velvet (hlas)   |                  |
| 2024 | Imaginární přátelé             | Gumídek (hlas)  |                  |
| 2024 | Bez polevy                     | Marjorie Post   |                  |
| 2025 | Jakoby těhotná                 | Lainy           | také scenáristka |

| Rok        | Název                                 | Role                      | Poznámky                                 |
| ---------- | ------------------------------------- | ------------------------- | ---------------------------------------- |
| 2007       | Live at Gotham                        | Samu sebe                 | Epizoda: "2.6"                           |
| 2007       | Last Comedy Standing                  | Samu sebe                 | 7 epizod                                 |
| 2008       | Reality Bites Back                    | Samu sebe                 | 7 epizod                                 |
| 2009       | Cupid                                 | Heather                   | Epizoda: „The Tommy Brown Affair"        |
| 2009       | Studio 30 Rock                        | Stylistka                 | Epizoda: „Mamma Mia"                     |
| 2010       | John Oliver's New York Stand-Up Show  | Samu sebe                 | Epizoda: „1.4"                           |
| 2010       | Comedy Central Presents               | Samu sebe                 | Stand-up speciál                         |
| 2011       | Larry, kroť se                        | Spoluhráčka č. 2          | Epizoda: „Mister Softee"                 |
| 2011       | Comedy Central Roast of Charlie Sheen | Samu sebe                 | TV speciál                               |
| 2012       | Delocated                             | Trish                     | 8 epizod                                 |
| 2012       | Rozvedený se závazky                  | Diane (hlas)              | Epizoda: „Barney/Never"                  |
| 2012       | Dave's Old Porn                       | Samu sebe                 | Epizoda: „2.3"                           |
| 2012       | Amy Schumer: Mostly Sex Stuff         | Samu sebe                 | Stand-up speciál                         |
| 2013-14    | Girls                                 | Angie                     | 2 epizody                                |
| 2013-dosud | Amyino plodné lůno                    | Samu sebe / Různé postavy | Tvůrce, scenáristka, výkonná producentka |
| 2015       | MTV Movie Awards                      | Samu sebe / Moderátorka   | TV speciál                               |
| 2015       | BoJack Horseman                       | Irving Jannings (hlas)    | Epizoda: "Chickens"                      |
| 2015       | Saturday Night Live                   | Samu sebe                 | Epizoda: "Amy Schumer/The Weeknd"        |
| 2015       | Amy Schumer: Živě z divadla Apollo    | Samu sebe                 | Speciál                                  |
| 2016       | Simpsonovi                            | paní Burnsová (hlas)      | díl: „Monty Burnsův létající cirkus“     |
| 2016       | Griffinovi                            |                           | díl: „The Boys in the Band “             |
| 2016       | Bobovy burgery                        | mladá slečna (hlas)       | díl: „Flu-ouise“                         |
| 2017       | Amy Schumer: The Leather Special      | Samu sebe                 | Speciál                                  |
| 2017       | Family Feud                           | Samu sebe                 | speciální díl s celebritami              |